# Veias labiais posteriores
As veias labiais posteriores são veias da pelve.